# SV Drochtersen/Assel
Die SV Drochtersen/Assel (offiziell: Spielvereinigung Drochtersen/Assel e. V.) ist ein Fußballverein aus den Orten Drochtersen und Assel der niedersächsischen Gemeinde Drochtersen im Landkreis Stade. Der Verein entstand im Jahre 1977 als Zusammenschluss der beiden Vereine TV Germania Drochtersen und VTV Assel.

## Geschichte

### Gründung
Am 17. April 1974 wurde ein erster Versuch zur Gründung einer Spielgemeinschaft aus den Vereinen Turnverein Germania Drochtersen und Vereinigte Turnvereine Assel unternommen. Während man in Drochtersen dem bereits aufgesetzten Vertrag zustimmte, lehnte Assel nach längeren Überlegungen ab. Dennoch nahm in der Saison 1974/75 aufgrund der geringen Personaldecke eine gemeinsame Mannschaft aus A-Jugendlichen der beiden Vereine als JSG Südkehdingen an den Spielen der Bezirksliga teil. Am 15. Juli 1975 wurden die Jugendabteilungen der beiden Vereine zur JSG Drochtersen/Assel zusammengeschlossen, um die Jugendförderung zu verbessern. Nach erneuten Verhandlungen im Frühling 1977 stimmten schließlich am 19. April 1977 beide Vereine dem Zusammenschluss zur SV Drochtersen/Assel zu.

### Aufstiege
Aufgrund des Aufstiegs des VTV Assel in der Vorsaison startete die Spielvereinigung in der Saison 1977/78 in der Bezirksklasse. 1985 gelang schließlich der Aufstieg in die Bezirksliga und der sportliche Aufstieg begann. 1987 stieg die SV Drochtersen/Assel in die Bezirksoberliga Lüneburg auf und 1990 gelang gar der Sprung in die fünftklassige Landesliga Ost, doch bereits ein Jahr später folgte der sofortige Wiederabstieg in die Bezirksoberliga. 1997 musste der Verein den Gang in die Bezirksliga antreten. Mit den Aufstiegen in die Landesliga 2001 und in die zu diesem Zeitpunkt fünftklassige Niedersachsenliga Ost im Jahr 2005 spielte Drochtersen/Assel ab 2008 in der Oberliga Niedersachsen, aus der sie 2011 jedoch einmal absteigen musste. 2012 gelang der direkte Wiederaufstieg.
Ein Jahr später geriet der Verein in die Schlagzeilen, nachdem der Vereinspräsident und Mäzen Rigo Gooßen Selbstanzeige wegen nicht gezahlter Sozialversicherungsbeiträge gestellt hat. Gooßen, der hauptberuflich im nahen Stade als Steuerberater arbeitet, zahlte daraufhin eine sechsstellige Summe nach um einem Gerichtsverfahren zu entgehen.
2015 gelang drei Spieltage vor Saisonende der Oberliga Niedersachsen unter Trainer Enrico Maaßen als Meister der Aufstieg in die viertklassige Regionalliga Nord.

### Regionalligaspielzeiten, seit 2015
In der ersten Regionalligasaison belegte die Spielvereinigung am Ende der Saison Platz vier. Mit dem Einzug in das Finale des Niedersachsenpokals 2015/16 qualifizierte sich der Verein erstmals für den DFB-Pokal. Am 28. Mai 2016 gewann die Mannschaft mit einem 0:2-Auswärtssieg beim 1. FC Germania Egestorf/Langreder zum ersten Mal den Niedersachsenpokal.
In der ersten Hauptrunde des DFB-Pokals 2016/17 unterlag Drochtersen am 20. August 2016 Borussia Mönchengladbach mit 0:1 vor rund 7.100 Zuschauern im mit Spezialtribünen ausgebautem Kehdinger Stadion. Die zweite Regionalliga-Saison 2016/17 wurde auf dem neunten Tabellenplatz abgeschlossen. Im Niedersachsenpokal 2016/17 schied der Verein bereits im Achtelfinale aus.
Im Niedersachsenpokal 2017/18 qualifizierte sich die SV Drochtersen/Assel durch ein 7:6 nach Elfmeterschießen im Halbfinale gegen den VfL Osnabrück erneut für den DFB-Pokal. Das Finale am 21. Mai 2018 gewann der Verein mit 5:1 gegen den SSV Jeddeloh, so dass der Niedersachsenpokal in dieser Saison zum zweiten Mal gesichert wurde. In der Regionalliga beendete man die Saison 2017/18 auf Tabellenplatz zwölf.
In der ersten Runde im DFB-Pokal der Saison 2018/19 traf der Verein am 18. August 2018 auf den deutschen Rekordmeister FC Bayern München und verlor dabei knapp mit nur 0:1. Erneut aufgebaute Tribünen ermöglichten 7.800 Fans, das Spiel im Kehdinger Stadion zu sehen. Obwohl man aus Sicherheitsgründen, der großen Nachfrage nach Karten und der Flutlichtanlage, die für Fernsehübertragungen am Abend nicht ausreicht, von einem Umzug nach Hamburg ins Millerntor-Stadion des FC St. Pauli redete, durfte der Verein nach eigenem Wunsch in Drochtersen spielen, da die Spielzeit auf einen Nachmittag fiel und der DFB von dem Konzept vom Aufbau der Zusatztribünen und anderen organisatorischen Angelegenheiten vom DFB-Pokalspiel gegen Borussia Mönchengladbach zwei Jahre zuvor überzeugt gewesen war. Die Regionalligasaison 2018/19 wurde auf dem fünften Tabellenplatz abgeschlossen. Mit Siegen gegen Eintracht Braunschweig, VfL Osnabrück und einem 1:0-Finalsieg über den SV Meppen gewann Drochtersen am 22. Mai 2019 den neu gestalteten Niedersachsenpokal 2018/19 der Dritt- und Regionalligisten. Darüber hinaus qualifizierte sich der Verein für die erste Hauptrunde des DFB-Pokals 2019/20.
Für den DFB-Pokal 2019/20 wurde der FC Schalke 04 als Gegner zugelost. Das Spiel verlor der Verein am 10. August 2019 mit 0:5, jedoch konnte man durch Erfahrungen von den anderen beiden DFB-Pokalspielen die Zuschauerzahl auf 8.000 erhöhen. Im Niedersachsenpokal 2019/20 verlor der Verein bereits im Viertelfinale gegen Eintracht Braunschweig. Aufgrund des Abbruchs der Regionalliga-Saison 2019/20 wegen der COVID-19-Pandemie beendete der Verein die Liga auf dem vierten Tabellenplatz.
Da aufgrund der COVID-19-Pandemie die vorherige Saison abgebrochen wurde und die Mannschaften der Regionalliga und den unteren Ligen aufstiegsberechtigt waren, jedoch kein Team absteigen musste, galten 22 Mannschaften als berechtigt, am Spielbetrieb der Regionalliga Nord 2020/21 teilzunehmen. Dadurch wurde die Regionalliga Nord in dieser Saison in die Staffeln Nord (Schleswig-Holstein und Hamburg) und Süd (Niedersachsen und Bremen) aufgeteilt. Aufgrund der geografischen Lage wurde die SV Drochtersen/Assel mit dem Lüneburger SK Hansa zusammen als Vereine aus Niedersachsen in die Gruppe Nord mit eingeteilt. Die Saison wurde allerdings nach einem Abbruch annulliert, sodass der Verein die Klasse hielt. Im Niedersachsenpokal 2020/21 verlor die SV Drochtersen/Assel am 29. Mai 2021 im Eilenriedestadion das Finale gegen den SV Meppen mit 5:6 nach Elfmeterschießen.
Die Regionalliga Nord wurde in der Hinrunde der Saison 2021/22 wieder in die Staffeln Nord und Süd aufgeteilt, sodass die besten Vereine beider Staffeln in der Rückrunde eine Aufstiegsrunde spielen und die Vereine im unteren Tabellenbereich eine Abstiegsrunde. Drochtersen/Assel wurde dabei wieder in die Nordgruppe eingeteilt, erreichte aber nach einem erfolgreichen Start doch nur die Abstiegsrunde. Dort erreichte der Verein am Ende der Saison den vierten Platz und hielt somit die Klasse. Im Niedersachsenpokal 2021/22 wurde das Halbfinale zu Hause gegen den BSV Rehden mit 2:3 verloren.
Noch bevor die Regionalligasaison 2022/23 begann, nun wieder eingleisig ohne Aufteilung in Nord- und Südstaffel, schied Drochtersen/Assel in der ersten Runde des Niedersachsenpokals im Heimspiel gegen den VfL Osnabrück mit 0:2 aus. In der Liga wurde die Saison auf dem achten Tabellenplatz abgeschlossen.
Die Regionalligasaison 2023/24 beendete der Verein auf dem vierten Platz. Im Halbfinale des Niedersachsenpokal 2023/24 wurde ein 0:2 Rückstand beim SV Meppen in der Nachspielzeit aufgeholt, jedoch wurde das Spiel am Ende im Elfmeterschießen mit 5:6 verloren.
Im Niedersachsenpokal 2024/25 schied Drochtersen/Assel bereits im Viertelfinale mit 2:3 beim SSV Jeddeloh aus. Aufgrund vermehrter Platzierungen im oberen Tabellenbereich, beantragte der Verein im Frühjahr 2025 den Lizenzantrag für die 3. Liga für die kommende Saison, schloss die Regionalligasaison 2024/25 allerdings auf dem dritten Tabellenplatz ab, was jedoch als beste Platzierung der Vereinsgeschichte gilt.

## Ligazugehörigkeit ab 2001
| Saison  | Liga                       | Ligahöhe | Position   |
| 2001/02 | Landesliga Lüneburg        | 6        | 8.         |
| 2002/03 | Landesliga Lüneburg        | 6        | 10.        |
| 2003/04 | Landesliga Lüneburg        | 6        | 11.        |
| 2004/05 | Landesliga Lüneburg        | 6        | 2. ▲       |
| 2005/06 | Niedersachsenliga-Ost      | 5        | 12.        |
| 2006/07 | Niedersachsenliga-Ost      | 5        | 9.         |
| 2007/08 | Niedersachsenliga-Ost      | 5        | 11.        |
| 2008/09 | Oberliga Niedersachsen-Ost | 5        | 7.         |
| 2009/10 | Oberliga Niedersachsen-Ost | 5        | 4.         |
| 2010/11 | Oberliga Niedersachsen     | 5        | 17. ▼      |
| 2011/12 | Landesliga Lüneburg        | 6        | 1. ▲       |
| 2012/13 | Oberliga Niedersachsen     | 5        | 5.         |
| 2013/14 | Oberliga Niedersachsen     | 5        | 6.         |
| 2014/15 | Oberliga Niedersachsen     | 5        | 1. ▲       |
| 2015/16 | Regionalliga Nord          | 4        | 4.         |
| 2016/17 | Regionalliga Nord          | 4        | 9.         |
| 2017/18 | Regionalliga Nord          | 4        | 12.        |
| 2018/19 | Regionalliga Nord          | 4        | 5.         |
| 2019/20 | Regionalliga Nord          | 4        | 4.         |
| 2020/21 | Regionalliga Nord-Nord     | 4        | annulliert |
| 2021/22 | Regionalliga Nord-Abstieg  | 4        | 4.         |
| 2022/23 | Regionalliga Nord          | 4        | 8.         |
| 2023/24 | Regionalliga Nord          | 4        | 4.         |
| 2024/25 | Regionalliga Nord          | 4        | 3.         |
| 2025/26 | Regionalliga Nord          | 4        |            |

Anmerkungen
Oberliga (5. Liga):
- Bis zur Saison 2007/08 hieß die heutige fünfklassige Oberliga Niedersachsen Niedersachsenliga und war zweigleisig. Sie wurde in die Staffeln Ost und West aufgeteilt.

- In den Spielzeiten 2008/09 und 2009/10 war die Liga in Oberliga umbenannt.
- Ab der Saison 2010/11 wurde die Liga eingleisig und heißt seitdem Oberliga Niedersachsen.

Regionalliga (4. Liga):
- Aufgrund der COVID-19-Pandemie wurde die Regionalliga in den Saisons 2020/21 und 2021/22 in die Staffeln Nord und Süd eingeteilt, wo nach der Hinrunde eine Aufstiegs- und Abstiegsrunde die folge war.

## Erfolge
- Niedersachsenpokalsieger: 2016, 2018, 2019
- Meister der fünfklassigen Oberliga Niedersachsen: 2015
- DFB-Pokal-Teilnahme: 2016/17, 2018/19, 2019/20

## Aktueller Kader
- Stand:8. April 2025[3]

| Nr.        | Nat.        | Name                | Geburtstag    | Im Verein seit | Letzter Verein                |
| Tor        |             |                     |               |                |                               |
| 01         | Deutschland | Simon Heinbockel    | 18. Aug. 2005 | 2024           | Hamburger SV U19              |
| 30         | Deutschland | Patrick Siefkes     | 12. Jan. 1990 | 2015           | Wacker Nordhausen             |
| 49         | Deutschland | Bennet Marquardt    | 30. Juli 2005 | 2024           | SV Eichede U19                |
| Abwehr     |             |                     |               |                |                               |
| 03         | Deutschland | Tjorve Mohr         | 26. März 1997 | 2021           | Holstein Kiel II              |
| 04         | Deutschland | Nikola Serra        | 5. Jan. 1995  | 2020           | SV Rödinghausen               |
| 05         | Deutschland | Felix Boelter       | 30. März 2005 | 2025           | Kickers Emden                 |
| 07         | Deutschland | Jannes Elfers       | 11. Okt. 1995 | 2007           | TSV Großenwörden              |
| 12         | Deutschland | Nico von der Reith  | 14. Juni 1993 | 1999           | eigene Jugend                 |
| 16         | Deutschland | Justin Plautz       | 9. Apr. 1999  | 2024           | VfB Oldenburg                 |
| 26         | Deutschland | Liam Giwah          | 14. Jan. 2000 | 2022           | Holstein Kiel II              |
| 28         | Deutschland | Christian Rusch     | 29. Apr. 2001 | 2006           | eigene Jugend                 |
| Mittelfeld |             |                     |               |                |                               |
| 06         | Deutschland | Matti Steinmann     | 8. Jan. 1995  | 2023           | Brisbane Roar                 |
| 13         | Deutschland | Sebastian Haut      | 23. Jan. 1996 | 2022           | SV Rödinghausen               |
| 23         | Deutschland | Maximilian Geißen   | 3. März 1999  | 2020           | Hamburger SV II               |
| 25         | Deutschland | Dennis Rosin        | 27. Juni 1996 | 2022           | Altona 93                     |
| 31         | Deutschland | Matti Cebulla       | 31. Jan. 2002 | 2024           | eigene Jugend                 |
| Sturm      |             |                     |               |                |                               |
| 08         | Deutschland | Miguel Fernandes    | 13. Jan. 1997 | 2023           | SSV Jeddeloh                  |
| 09         | Deutschland | Jelldrik Dallmann   | 27. Mai 2000  | 2025           | Southern Methodist University |
| 10         | Kosovo      | Haris Hyseni        | 14. Sep. 1992 | 2024           | 1. FC Phönix Lübeck           |
| 11         | Deutschland | Niklas Bär          | 2. Dez. 2002  | 2024           | Eimsbütteler TV               |
| 17         | Deutschland | Martin Sattler      | 13. Sep. 1999 | 2020           | SV Ahlerstedt/Ottendorf       |
| 20         | Deutschland | Willi Reincke       | 10. Mai 2003  | 2024           | SC Verl                       |
| 21         | Deutschland | Jan-Miklas Steffens | 28. Dez. 1999 | 2015           | eigene Jugend                 |
| 22         | Deutschland | Finn Wendler        | 7. Feb. 2006  | 2024           | eigene Jugend                 |
| 47         | Deutschland | Philipp Aue         | 17. Mai 2000  | 2024           | eigene Jugend                 |

### Erwähnenswerte ehemalige Spieler
- Marcel Andrijanic
- Ashton Götz
- Kevin Ingreso
- Philipp Kühn
- Florian Nagel
- Jannes Wulff

## Mannschaften
Die SV Drochtersen/Assel hat zurzeit sechs aktive Herrenmannschaften, wovon die 2. Mannschaft seit der Saison 2015/16 in der sechsklassigen Landesliga Lüneburg spielt, dahinter in den jeweils unteren Ligen die anderen Herrenmannschaften.
Der Verein betreibt zudem zurzeit mehr als 25 Jugendmannschaften im Jungen- und Mädchenfußball, sowie eine Damenmannschaft, eine Altherrenmannschaft und zwei Altseniorenmannschaften.

## Stadion und Spielstätten

### Kehdinger Stadion
Die erste und zweite Mannschaft der SV Drochtersen/Assel spielen im Kehdinger Stadion in Drochtersen. Es bietet Platz für insgesamt 3.000 Besucher. Davon gibt es 501 überdachte Sitzplätze, zwei Stehplatztribünen (davon eine größtenteils überdacht) sowie einen abgetrennten Bereich für Gästefans.
Das Aufstellen von Zusatztribünen ermöglichte bei vergangenen DFB-Pokalspielen Kapazitäten von über 7.000 Zuschauern. Das Stadion hat Naturrasen und verfügt über eine Laufbahn um den Platz herum. Im nordwestlichen Teil befinden sich der Haupteingang und das alte Vereinshaus des Vereins und im nordöstlichen Teil wurde im Sommer 2024 ein neues Vereinsheim mit VIP-Bereich eröffnet.
Für Gästefans wird bei Spielen gegen Vereine mit hoher Zuschauernachfrage zudem ein weiterer Eingang im südlichen Teil über die Straße Zur Wettern geöffnet, der direkt mit dem Gästeblock verbunden ist.

### Weitere Spielstätten
Weitere Spielstätten des Vereins sind der Kunstrasen-Platz Hempels Park neben dem Kehdinger Stadion in Drochtersen und zwei weitere Sportplätze in Assel.